# Hvězdlice
Městys Hvězdlice (německy Neu-Wieslitz) se nachází v okrese Vyškov v Jihomoravském kraji. Skládají se ze dvou částí, Starých Hvězdlic a Nových Hvězdlic. Žije zde 578 obyvatel.

## Název
Jako název vsi (Starých Hvězdlic) a městečka (Nových Hvězdlic) slouží původní pojmenování jejích obyvatel Hvězdlici odvozené od osobního jména Hvězdla. Jeho význam byl "Hvězdlovi lidé". Přívlastek Staré je u vesnice doložen poprvé roku 1360, u městečka se zprvu užíval přívlastek Mladé (první doklad 1550), od 18. století se zapisoval přívlastek Nové (německy Neu).

## Historie

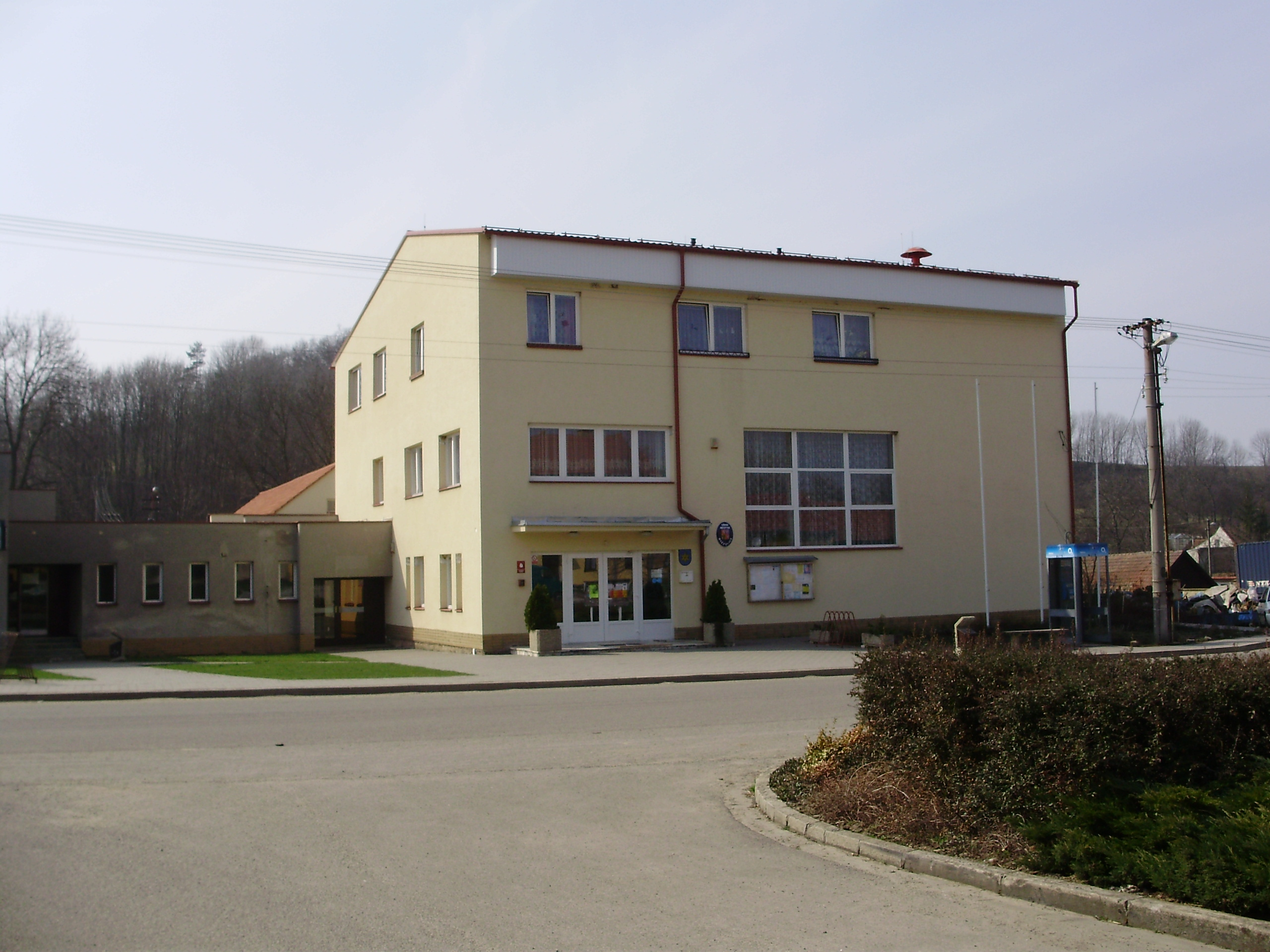
budova obecního úřadu

První písemná zmínka o Nových Hvězdlicích pochází z roku 1353, o vesnici Staré Hvězdlice z roku 1265. Od 10. října 2006 byl obci vrácen status městyse.

## Obyvatelstvo

### Struktura
V obci k počátku roku 2016 žilo celkem 584 obyvatel. Z nich bylo 277 mužů a 307 žen. Průměrný věk obyvatel obce dosahoval 47,9 let. Dle Sčítání lidu, domů a bytů, provedeného v roce 2011, žilo v obci 585 lidí. Nejvíce z nich bylo (13,2 %) obyvatel ve věku od 50 do 59 let. Děti do 14 let věku tvořily 9,4 % obyvatel a senioři nad 70 let úhrnem 10,9 %. Z celkem 530 občanů obce starších 15 let mělo vzdělání 38,3 % střední vč. vyučení (bez maturity). Počet vysokoškoláků dosahoval 3,6 % a bez vzdělání bylo naopak 1,1 % obyvatel. Z cenzu dále vyplývá, že ve městě žilo 245 ekonomicky aktivních občanů. Celkem 91 % z nich se řadilo mezi zaměstnané, z nichž 77,6 % patřilo mezi zaměstnance, 1,2 % k zaměstnavatelům a zbytek pracoval na vlastní účet. Oproti tomu celých 55,4 % občanů nebylo ekonomicky aktivní (to jsou například nepracující důchodci či žáci, studenti nebo učni) a zbytek svou ekonomickou aktivitu uvést nechtěl. Úhrnem 312 obyvatel obce (což je 53,3 %), se hlásilo k české národnosti. Dále 102 obyvatel bylo Moravanů a 6 Slováků. Celých 144 obyvatel obce však svou národnost neuvedlo.
Vývoj počtu obyvatel za celou obec i za jeho jednotlivé části uvádí tabulka níže, ve které se zobrazuje i příslušnost jednotlivých částí k obci či následné odtržení.
| Místní části (rok přičlenění k obci) | Místní části (rok přičlenění k obci) | 1869 | 1880 | 1890 | 1900 | 1910 | 1921 | 1930 | 1950 | 1961 | 1970 | 1980 | 1991 | 2001 | 2011 |
| ------------------------------------ | ------------------------------------ | ---- | ---- | ---- | ---- | ---- | ---- | ---- | ---- | ---- | ---- | ---- | ---- | ---- | ---- |
| Počet obyvatel                       | část Nové Hvězdlice                  | 641  | 790  | 797  | 838  | 851  | 818  | 902  | 739  | 788  | 722  | 641  | 594  | 588  | 515  |
| Počet obyvatel                       | část Staré Hvězdlice (1964)          | 228  | 229  | 242  | 236  | 233  | 229  | 246  | 190  | 185  | 157  | 102  | 85   | 59   | 70   |
| Počet obyvatel                       | celá obec                            | 869  | 1019 | 1039 | 1074 | 1084 | 1047 | 1148 | 929  | 973  | 879  | 743  | 679  | 647  | 585  |
| Počet domů                           | část Nové Hvězdlice                  | 131  | 134  | 142  | 144  | 166  | 176  | 200  | 211  | 188  | 176  | 151  | 180  | 190  | 193  |
| Počet domů                           | část Staré Hvězdlice (1964)          | 43   | 44   | 44   | 45   | 49   | 49   | 55   | 64   | 51   | 51   | 43   | 48   | 55   | 55   |
| Počet domů                           | celá obec                            | 174  | 178  | 186  | 189  | 215  | 225  | 255  | 275  | 239  | 227  | 194  | 228  | 245  | 248  |

### Náboženský život
Obec je sídlem římskokatolické farnosti Hvězdlice. Ta je součástí slavkovského děkanství – Brněnské diecéze v Moravské provincii. Farním kostelem je kostel svatého Jakuba Většího a Matouše. Místním knězem je administrátor excurrendo, Brankovice – Mgr. Miroslav Slavíček, farář. Při censu prováděném v roce 2011 se 176 obyvatel obce (30 %) označilo za věřící. Z tohoto počtu se 140 hlásilo k církvi či náboženské obci, a sice 119 obyvatel k římskokatolické církvi (20 % ze všech obyvatel obce), dále 1 k pravoslavné, 3 k Církvi československé husitské a 6 k českobratrským evangelíkům. Úhrnem 146 obyvatel se označilo bez náboženské víry a 263 lidí odmítlo na otázku své náboženské víry odpovědět.

## Pamětihodnosti
- Farní kostel svatého Jakuba (Nové Hvězdlice)
- Filiální kostel Všech svatých (Staré Hvězdlice)
- barokní zámek Nové Hvězdlice, vybudovaný roku 1712 jako letní sídlo brněnských augustiniánů